# George Wallington Trio (album Prestige)
George Wallington Trio è il secondo album del pianista jazz George Wallington (a nome George Wallington Trio), pubblicato dalla casa discografica Prestige Records nel gennaio del 1953.

## Tracce

### LP
Lato A (PRLP 136-A)
Musiche di George Wallington, eccetto dove indicato.
1. Love Beat – 2:48
2. Summer Rain – 2:41
3. Escalating – 2:35
4. Laura – 2:52 (testo: Johnny Mercer – musica: David Raksin)

Lato B (PRLP 136-B)
Musiche di George Wallington, eccetto dove indicato.
1. Tenderly – 2:54 (testo: Jack Lawrence – musica: Walter Gross)
2. When Your Old Wedding Ring Was New – 2:31 (testo: Charles McCarthy, Joseph Solieri – musica: Bert Douglas)
3. Red, White and Blue – 2:41
4. Arrivederci – 2:22

## Formazione
- George Wallington – piano
- George Wallington – piano solo (brano: Tenderly)
- Chuck Wayne – mandola (brano: Love Beat)
- "Baron" Fingus – contrabbasso (brani: Love Beat, Summer Rain, Escalating e Laura)
- Oscar Pettiford – contrabbasso (brani: When Your Old Wedding Ring Was New, Red, White and Blue e Arrivederci)
- Max Roach – batteria

Note aggiuntive
- Ozzie Cadena – produttore[2]
- Ira Gitler – note retrocopertina album originale